# Inzulinski receptor
Inzulinski (ali insulinski) receptor je specifični receptor, sestavljen iz dveh podenot α in dveh podenot β, z aktivnostjo tirozin-kinaze, ki se aktivira po vezavi hormona inzulina.

## Zgradba
Inzulinski receptor je sorazmerno velik (okoli 400 kDa) transmembranski glikoproteinski kompleks, zgrajen iz dveh poenot α in dveh podenot β. Podenoti α se nahajata povsem zunajcelično in imata vezavno mesto za inzulin, podenoti β pa sta transmembranski beljakovini s tirozin-kinazno aktivnostjo.

## Nahajanje
Inzulinski receptorji se nahajajo praktično na vseh celicah, tako na klasičnih tarčnih celicah jeter, mišic in maščevja, kot tudi na celicah, za katere velja, da inzulin nanje ne učinkuje (rdeče krvničke, celice živčevja). Število receptorjev na celicah je različno in se giblje
od 40 (rdeče krvničke) do 300.000 (jetrne, maščobne celice).

## Delovanje
Inzulin se veže na podenoto α in s tem sproži transmembranski signal, ki spodbudi aktivnost tirozin-kinaze v podenoti β k avtofosforilaciji in fosforilaciji drugih kinaz, kar aktivira transmembranski prenašalni sistem za prenos glukoze v celico. Učinki inzulina pojenjajo takoj, ko koncentracija glukoze pade na normalno vrednost. Učinek inzulina je lahko zmanjšan, če je zmanjšano število receptorjev, če je receptor okvarjen in je vezava inzulina nanj ovirana, ali če so prisotna protitelesa proti receptorju.